# Arnèke
Arnèke là một xã của tỉnh Nord, thuộc vùng Hauts-de-France, miền bắc nước Pháp.